# Замура Іван Лазарович
Іван Лазарович Замура (нар. 10 жовтня 1925, село Мілова Балка, тепер Знам'янського району Кіровоградської області — ?) — український радянський діяч, новатор виробництва, бригадир прохідників шахти № 17—17-біс тресту «Рутченковугілля» Донецької області. Депутат Верховної Ради СРСР 5—6-го скликань.

## Біографія
Освіта середня. У 1941 році закінчив сільську середню школу на Кіровоградщині.
Під час німецько-радянської війни залишився на окупованій території. У листопаді 1941 року відправлений на роботу до Німецького рейху, але втік по дорозі із вагону поїзда.
З 1943 по 1950 рік — служба в Радянській армії.
З 1950 року — прохідник, з 1952 року — бригадир прохідників шахти № 17—17-біс міста Сталіно тресту «Рутченковугілля» Сталінської (Донецької) області.
Потім — на пенсії у місті Донецьку.